# Bürgerschaftswahl in Hamburg 1987
- SPD: 55
- GAL: 8
- FDP: 8
- CDU: 49

- Regierung: 63
- Opposition: 57

Die Bürgerschaftswahl in Hamburg 1987 fand am 17. Mai 1987 statt und war die 13. Wahl zur Hamburgischen Bürgerschaft. 
Die Wahl war notwendig geworden, nachdem sich die Parteien nach der Bürgerschaftswahl 1986 nicht über eine Koalitionsregierung einigen konnten und Klaus von Dohnanyi (SPD) als Erster Bürgermeister, bis zur Neuwahl, im Amt blieb. Die FDP zog nach neun Jahren wieder in die Bürgerschaft ein und ermöglichte damit die Bildung einer sozialliberalen Koalition mit der SPD.

## Ergebnis
| Partei            | Stimmen | Prozent | Sitze |
| ----------------- | ------- | ------- | ----- |
| SPD               | 442.670 | 45,0    | 55    |
| CDU               | 398.686 | 40,5    | 49    |
| GAL               | 69.148  | 7,0     | 8     |
| FDP               | 64.389  | 6,5     | 8     |
| HLA               | 3.826   | 0,4     | −     |
| Frieden           | 3.198   | 0,3     | −     |
| Die Konservativen | 1.456   | 0,2     | −     |
| ÖDP               | 733     | 0,1     | −     |
| EFP               | 246     | <0,1    | −     |
| Zentrum           | 221     | <0,1    | −     |